# Josef Brenner (Politiker, 1899)
Josef Brenner (* 8. September 1899 in Niederfischbach; † 3. Mai 1967 in Koblenz) war ein deutscher Politiker (CDU).

## Leben
Brenner arbeitete zunächst als Kaufmann und war von 1922 bis 1925 im Polizeidienst tätig. Nach einer Fortbildung wurde er 1927 Geschäftsführer des Bundes christlicher Arbeitsinvaliden, Witwen und Waisen. Von 1929 bis zu seiner durch die Nationalsozialisten erfolgten Entlassung 1933 war er Bezirkssekretär der Deutschen Wasserstraßen-Gewerkschaft. Während der Zeit des Nationalsozialismus war er kaufmännischer Vertreter im Groß- und Einzelhandel. 
Er gründete ein selbständiges Einzelhandelsunternehmen sowie einen Großhandel, übernahm dessen Leitung und wurde schließlich Generaldirektor des Betriebes. Er war seit 1947 Präsident des Einzelhandelsverbandes in Rheinland-Pfalz und 1952/53 Vizepräsident der Industrie- und Handelskammer zu Koblenz.
Brenner war bis 1933 Mitglied der Zentrumspartei. Am 25. August 1941 beantragte er die Aufnahme in die NSDAP und wurde zum 1. Oktober desselben Jahres aufgenommen (Mitgliedsnummer 8.952.233). 
Nach dem Kriegsende beteiligte er sich an der Gründung der CDP, aus der 1946 der rheinland-pfälzische Landesverband der CDU hervorging.
Brenner wurde 1946 in den Rat der Stadt Koblenz gewählt. 1946/47 war er Mitglied der Beratenden Landesversammlung und sodann bis 1951 Mitglied des Rheinland-Pfälzischen Landtages. Im Landtag war er Mitglied im Haushalts- und Finanzausschuss, Sozialpolitischen Ausschuss und Wirtschafts- und Wiederaufbauausschuss. Dem Deutschen Bundestag gehörte er vom 5. Mai 1957, als er für den verstorbenen Abgeordneten Otto Lenz nachrückte, bis zum Ende der Wahlperiode 1957 an. Er war über die Landesliste Rheinland-Pfalz ins Parlament eingezogen.
Daneben war er 1946 Mitbegründer und Bezirksvorsitzender des Einzelhandelsverbands Koblenz-Montabaur und 1947 bis 1967 Präsident des Einzelhandelsverbands in Rheinland-Pfalz. 1950 wurde er Mitglied des Präsidiums der Hauptgemeinschaft des deutschen Einzelhandels, 1953 Vorstandsmitglied der Berufsgenossenschaft des deutschen Einzelhandels, 1951 Mitglied und 1952 bis 1953 Vizepräsident der IHK Koblenz. Er wurde 1954 Sozialrichter, 1955 Vorstandsmitglied der Familienausgleichskasse und Vorsitzender des Koblenzer Verkehrsvereins.
Brenner erhielt das Große Bundesverdienstkreuz.